# Blue Wing Airlines-ongeval 2010
Het Blue Wing Airlines-ongeval 2010 vond plaats op 15 mei 2010 in Suriname. Een Antonov An-28 (registratie PZ-TSV) van Blue Wing Airlines stortte vijf kilometer ten noordoosten van Poeketi neer, enkele minuten nadat het toestel was opgestegen voor een binnenlandse vlucht van de Godo-olo Airstrip in Godo-olo naar de luchthaven Zorg en Hoop bij Paramaribo in Suriname. Bij het ongeluk kwamen de zes passagiers en de twee bemanningsleden om het leven.
In 2008 was ook al een Antonov An-28 van Blue Wing Airlines neergestort. Het ging in dat geval om de PZ-TSO. Ook hierbij kwamen alle inzittenden om het leven.